# Wanda Klaff
Wanda Klaff   (Gdańsk, 6 de març de 1922 - Gdańsk, 4 de juliol de 1946), nascuda Wanda Kalacińska, va ser una aufseherin (SS-Gefolge; guardiana de camp de concentració nazi) durant la Segona Guerra Mundial.

## Biografia
Klaff va néixer a Gdańsk de pares alemanys com a Wanda Kalacinski. Va acabar els estudis l'any 1938 i va començar a treballar en una fàbrica de melmelades. Deixa de treballar en casar-se l'any 1942 amb Willy Gapes i es converteix en mestressa de casa.
El 1944, Klaff es va incorporar al personal del camp de concentració de Stutthof a Praust (Pruszcz). Allà, es lliurarà a abusos a un gran nombre de reclusos. El 5 d'octubre de 1944 va arribar al subcamp de Stutthoff a Russoschin (al nord de l'actual nord de Polònia) on va continuar el seu maltractament sàdic als presoners.

## Després de la guerra

### Arrest
Klaff va abandonar el camp a principis de 1945. L'11 de juny de 1945, va ser arrestada per la policia polonesa i empresonada, malalta de febre tifoide. Ella esperarà el seu judici amb les altres antigues guardianes.

### Procés
Sembla que va dir al tribunal durant el seu judici:
| « | Sóc molt intel·ligent i molt conscienciat en la meva feina als camps. Només pegava dos presos cada dia. | » |

Klaff va ser declarada culpable i condemnada a mort pels seus abusos.

### Execució
Va ser penjada públicament el 4 de juliol de 1946 al turó de Biskupia Górka, prop de Gdańsk. Va arribar al seu lloc d'execució a la plataforma posterior d'un camió, va ser lligada amb un llaç al coll, sota la forca i va esperar. Va ser expulsada del camió. El botxí era una dona una antiga deportada.

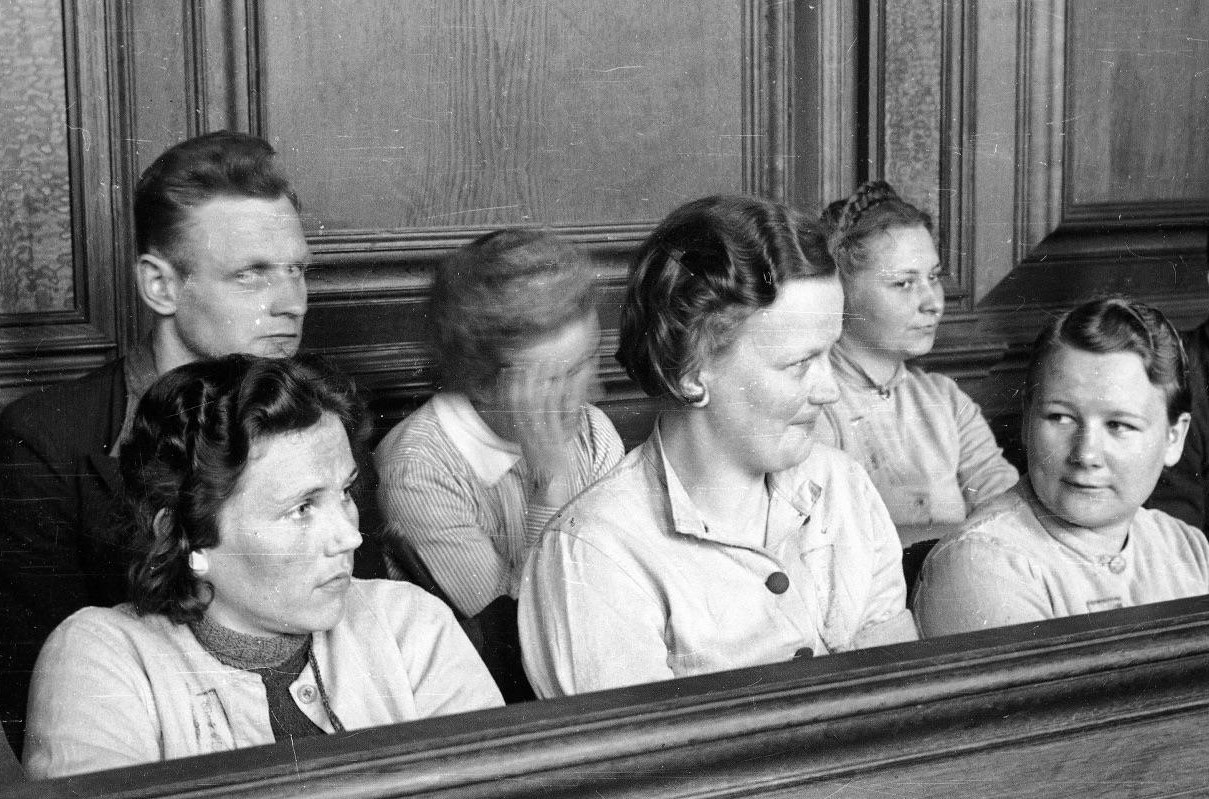
Wanda Klaff durant el judici (la primera a la dreta)
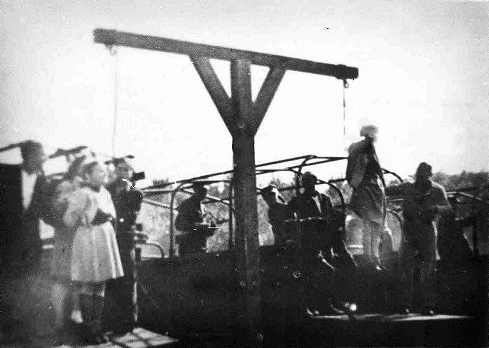
Execució pública del personal del camp de concentració de Stutthof el 4 de juliol de 1946 per caiguda curta. A l'esquerra, Wanda Klaff està sobre la plataforma del camió. A la dreta, Elisabeth Becker està enfilada sobre un tamboret
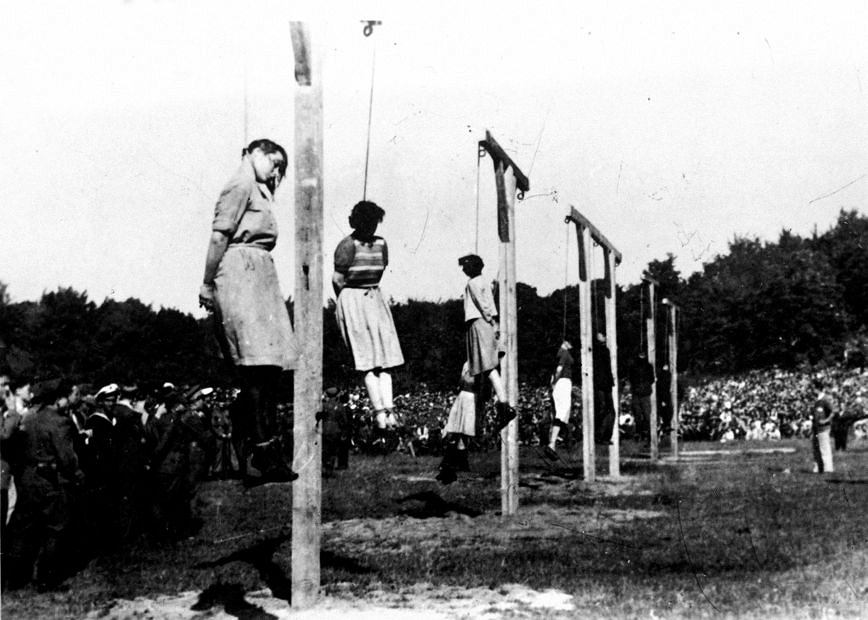
En primer pla, d'esquerra a dreta, hi ha les guardianes del camp Jenny-Wanda Barkmann, Ewa Paradies, Elisabeth Becker, Wanda Klaff i Gerda Steinhoff.

L'oberscharführer SS i comandant de les guardianes de les SS Johann Pauls va ser penjat al centre de la triple forca central, a l'esquerra de Wanda Klaff i Gerda Steinhoff, amb un kapo a la seva dreta.

## Altres acusats del camp de Stutthof
- Jenny-Wanda Barkmann, Aufseherin SS (primera en ser executada),
- Ewa Paradies, Aufseherin SS (última en ser executada),
- Elisabeth Becker, Aufseherin SS,
- Wanda Klaff, Aufseherin SS,
- Gerda Steinhoff, Oberaufseherin SS
- Johann Pauls, comandant de les guardianes SS.